# Cinder Hill
Der Cinder Hill (deutsch Schlackehügel) ist ein 305 m hoher und zerklüfteter Vulkankegel auf der antarktischen Ross-Insel. Er besteht aus Lagen roter Basaltschlacke durchsetzt mit Olivinknollen und liegt zwischen dem Harrison Stream und dem Wilson Stream an den eisfreien unteren Westhängen des Mount Bird.
Kartiert und deskriptiv benannt wurde er im Rahmen der New Zealand Geological Survey Antarctic Expedition (1958–1959).